# Bo Rydin
Bo Göran Rydin, född 7 maj 1932 i Frinnaryd, död 14 september 2024 i Chambéry i Savoie i Frankrike, var en svensk företagsledare.

## Biografi
Bo Rydin, vars far var fanjunkare, började efter examen på Handelshögskolan sin karriär i bankvärlden och på Marma-Långrör. Som 33-åring beskrevs han av medierna som ett ungt lejon, då han 1965 blev VD för cementföretaget Gullhögens bruk i Skövde. Han hade kommit till Gullhögen 1960, där han först var ekonomichef och efter några år vice VD.
Efter Gullhögen värvades han 1972 till skogsföretaget SCA och var VD för bolaget 1973–1988, koncernchef 1988–1990 samt styrelsens ordförande från 1988. Han var också styrelseordförande i bland annat Industrivärden, Skanska, Industriförbundet, Euroc, Arbetsgivareföreningen, Kungliga Operan samt vice ordförande i Handelsbanken, Volvo, Nobel Industrier samt Handelshögskolans direktion.

## Hedersbetygelser
Rydin var ekonomie hedersdoktor vid Handelshögskolan i Stockholm och var även teknologie hedersdoktor där. Han blev 1978 ledamot av Ingenjörsvetenskapsakademien och 1982 ledamot av Lantbruksakademien. År 2002 utsågs Rydin till hedersordförande i SCA.
Rydin fick 1982 ge namn till Bo Rydins stiftelse, som då grundades av SCA i syfte att främja naturvetenskaplig forskning vid universitet, högskolor och institut. År 2002 beslutade stiftelsen att donera medel till en professur vid Handelshögskolan i Stockholm. Professuren har namnet Bo Rydins och SCA:s professur i företagsekonomi.
Bo Rydin tilldelades H. M. Konungens medalj av 12:e storleken i serafimerband samt blev riddare av Franska Hederslegionen och innehade Finlands Lejons orden.